# FC Blau-Weiß Worms
Der FC Blau-Weiß 1933 Worms ist ein deutscher Fußballverein mit Sitz in der rheinland-pfälzischen Stadt Worms.

## Geschichte
Der Verein hat seine Wurzeln beim FV Olympia Worms, welcher 1932 mit dem Alemannia Worms zum VfR Alemannia-Olympia 05 Worms fusionierte. Mit dieser Fusion unzufriedene Mitgliedern des FV Olympia Worms gründeten daraufhin 1933 den FC Blau-Weiß Worms. Blau-Weiß gelang zur Spielzeit 1937/38 der Aufstieg in die zweitklassige Fußball-Bezirksklasse Südhessen. 

### Nachkriegszeit
Der Verein spielte in der zu dieser Zeit zweitklassigen Saison 1946/47 in der Landesliga Rheinhessen und platzierte sich hier am Ende der Spielzeit mit 39:13 Punkten auf dem zweiten Platz der Abschlusstabelle. Zur Saison 1949/50 wechselte der Verein dann in die Landesliga Vorderpfalz. Nach der Saison 1951/52 wurde die Landesliga dann aufgelöst und als Nachfolger die Amateurliga Südwest eingerichtet. Mit 11:41 Punkten konnte sich der Verein über den 14. und damit letzten Platz der Tabelle jedoch nicht für die Liga qualifizieren und spielte somit in der nächsten Saison in der 2. Amateurliga Vorderpfalz.

### Heutige Zeit
In der Saison 2003/04 spielt der Verein in der Kreisliga Worms und platzierte sich am Ende der Spielzeit mit 60 Punkten auf dem vierten Platz der Tabelle. Am Ende der Saison 2008/09 gelang dann hier mit 70 Punkten die Meisterschaft, womit die Mannschaft in die Bezirksklasse Rheinhessen aufsteigen konnte. Nach der Saison 2010/11 ging es dann mit lediglich 11 Punkten am Ende der Saison als letzter wieder nach unten in die mittlerweile 1. Kreisklasse Alzey-Worms heißende Liga. Daraus wurde dann schließlich zur Saison 2013/14 die C-Klasse. Nach einer am Ende nicht erfolgreichen Relegationsteilnahme gelang dann am Ende der Saison 2017/18 mit 59 Punkten die Meisterschaft und damit der Aufstieg in die B-Klasse. Aus dieser ging es nach einer Saison als Vorletzter dann jedoch direkt wieder nach unten. Somit spielt der Verein bis heute weiter in der C-Klasse.